# پوئرتو لمپیرا

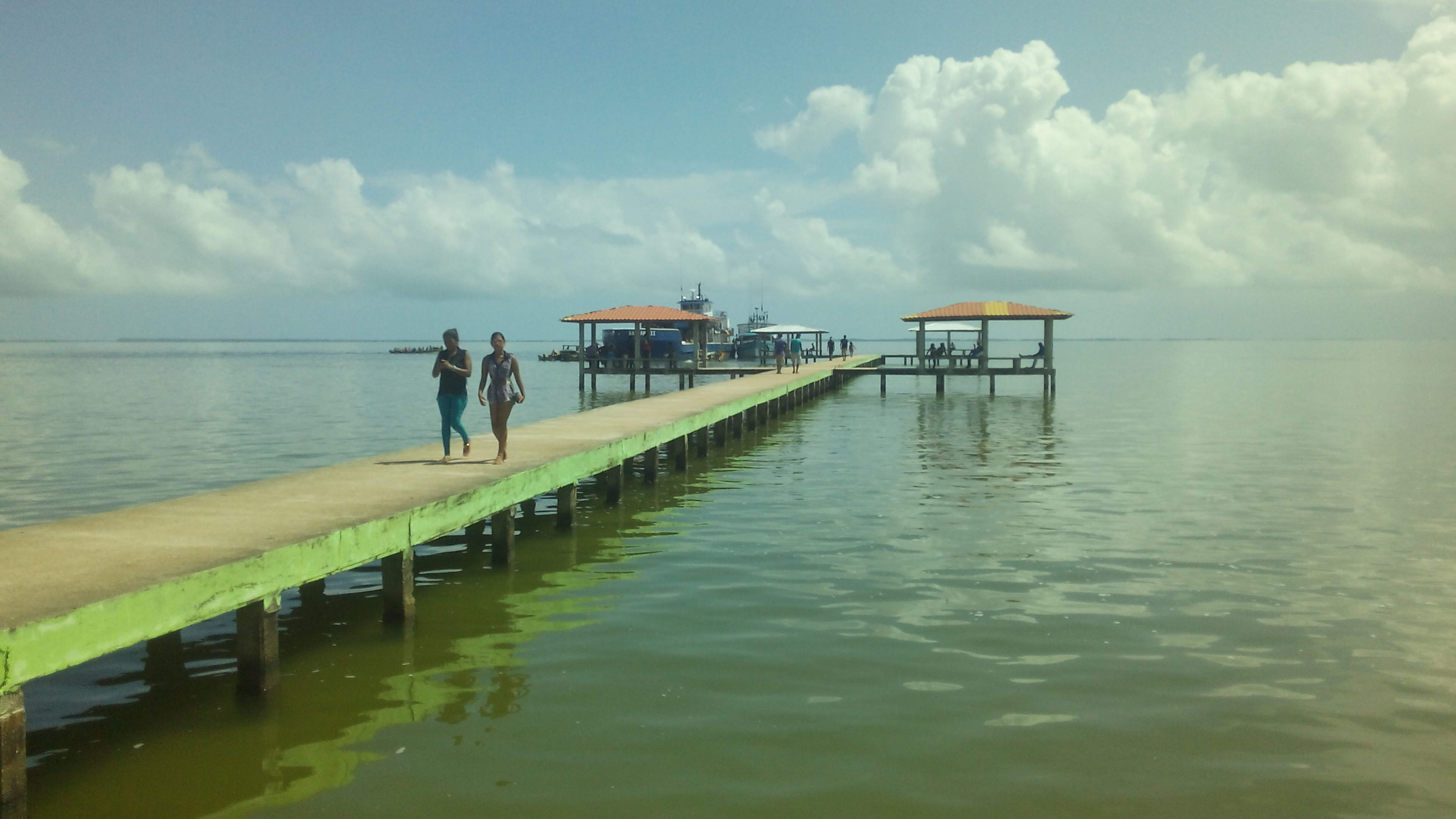
پوئرتو لمپیرا

پوئرتو لمپیرا (به اسپانیایی: Puerto Lempira) یک شهر در هندوراس است که در استان گراسیاس آدیوس واقع شده‌است. پوئرتو لمپیرا ۸٬۰۶۳ کیلومتر مربع مساحت و ۵۰٬۲۶۸ نفر جمعیت دارد و ۱۰ متر بالاتر از سطح دریا واقع شده‌است.